# Gaio-Rosário
Gaio-Rosário is een plaats (freguesia) in de Portugese gemeente Moita en telt 987 inwoners (2001).